# Prunus maximowiczii

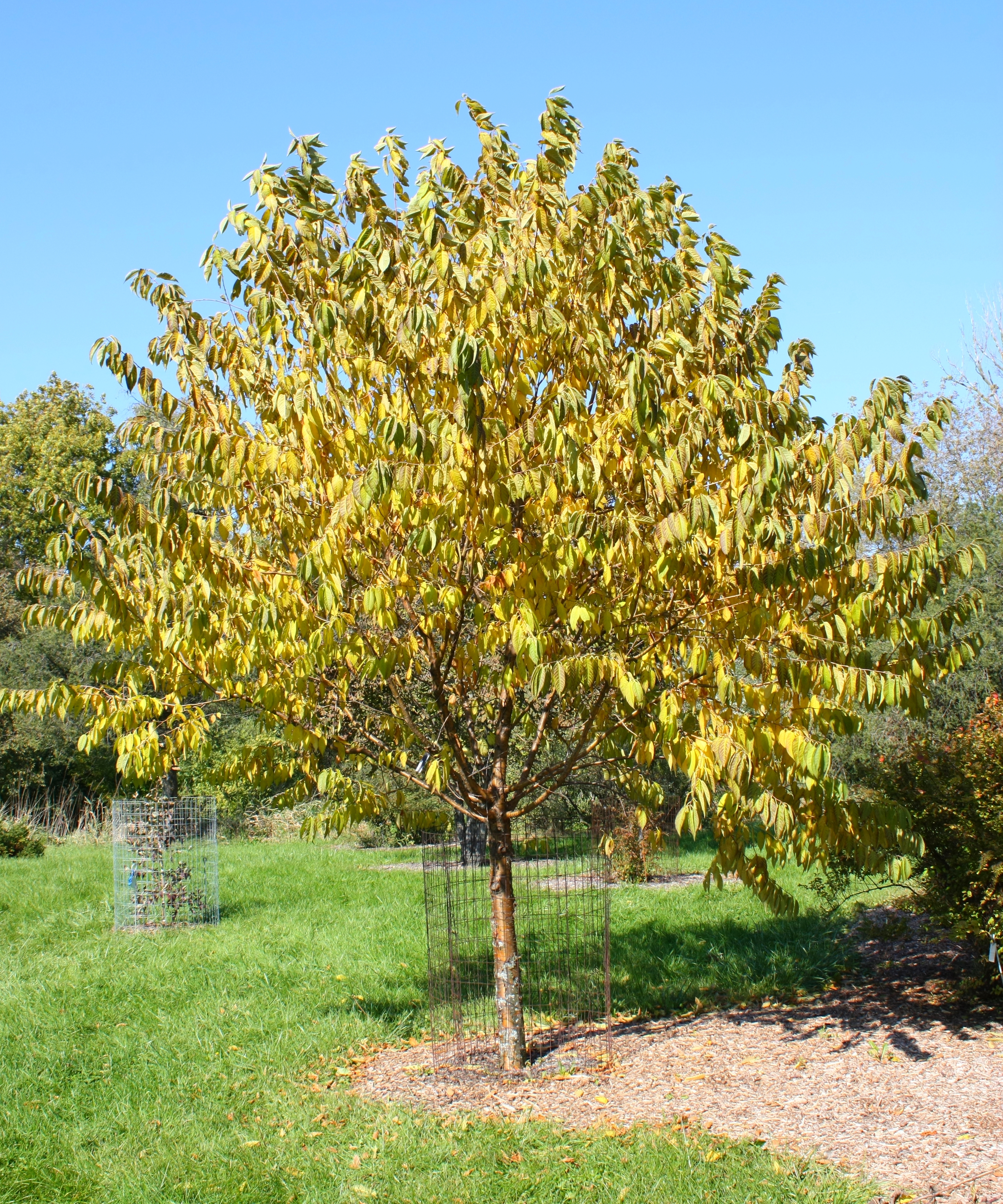
Habitus im Herbst

Prunus maximowiczii ist eine Pflanzenart aus der Gattung Prunus.

## Beschreibung

### Vegetative Merkmale
Prunus maximowiczii ist ein kleiner Baum, der Wuchshöhen bis zu 7 Meter erreicht. Seine Zweige sind ausgebreitet. Die Borke ist dunkelgrau. Die Rinde der Zweige ist anfangs braungetönt und dicht zottig behaart, später gräulich-braun. Die Winterknospen sind lang-eiförmig und angedrückt flaumig behaart.
Die wechselständigen Laubblätter sind in Blattstiel und Blattspreite gegliedert. Der dicht zottig behaarte Blattstiel weist eine Länge von 5 bis 15 Millimeter auf. Die einfache Blattspreite ist mit einer Länge von 3 bis 9 cm und einer Breite von 1,5 bis 4 cm verkehrt-eiförmig bis verkehrt-eiförmig-elliptisch und plötzlich zugespitzt. Der Blattrand ist grob doppelt gesägt. Es sind sechs bis neun Seitennerven auf jeder Seite des Hauptnerves vorhanden, an denen entlang oft auf der Blattoberseite eine angedrückte Behaarung vorhanden ist. Ansonsten ist die Blattspreite kahl. Die zwei linealen Nebenblätter mit dunkel-purpurfarbenen Drüsen an den Rändern fallen kurz nach der Blütezeit ab.

### Generative Merkmale
Die spatelförmigen bis länglichen Knospenschuppen sind 10 bis 15 Millimeter lang, 5 bis 6 Millimeter breit, besitzen winzige, dunkelrote Drüsen am Rand und fallen kurz nach der Blütezeit ab. In einem aufrechten, schirmtraubigen Blütenstand mit behaarter Blütenstandsachse stehen fünf bis zehn Blüten zusammen. Die laubblattartigen, grünen, mit 5 bis 7 × 5 bis 4 cm eiförmigen Hochblätter besitzen einen spitz-gesägten Rand. Der dicht angedrückt, zottig behaarte Blütenstiel weist eine Länge von 5 bis 15 Millimeter auf.
Die zwittrigen, radiärsymmetrischen, fünfzähligen Blüten weisen einen Durchmesser von etwa 1,5 cm auf und öffnen sich gleichzeitig mit der Laubentfaltung. Der außen angedrückt flaumig behaarte Blütenbecher (Hypanthium) ist verkehrt-kegelförmig, 3 bis 4 Millimeter lang und 2,5 bis 3 Millimeter breit. Die fünf elliptisch-dreieckigen Kelchblätter sind mehr oder weniger so lang wie der Blütenbecher und besitzen einen gesägten Rand. Die fünf weißen Kronblätter sind mit 6 bis 7 × 5 bis 6 Millimeter elliptisch. Es sind etwa 36 Staubblätter vorhanden. Der Griffel, der fast so lang ist wie die Staubblätter, endet in einer kopfigen Narbe.
Die bei Reife schwarze Steinfrucht ist bitter und mit 7 bis 8 × 5 bis 6 Millimeter eiförmig. Das Endokarp beziehungsweise der Steinkern ist grubig geformt. Die Früchte reifen im September.
Die Blütezeit reicht von Mai bis Juni.

### Chromosomenzahl
Die Chromosomenzahl beträgt 2n = 16.

## Vorkommen
Prunus maximowiczii kommt in der Ostmandschurei, in Japan, in Korea und auf Sachalin vor.

## Systematik
Prunus maximowiczii wurde 1856 durch Franz Joseph Ruprecht in Bulletin de la Classe Physico-Mathématique de l'Académie Impériale des Sciences de Saint-Pétersbourg, 15, S. 131 erstbeschrieben. Synonyme sind Padellus maximowiczii (Ruprecht) Eremin & Yushev, Padus maximowiczii (Ruprecht) Sokolov, Cerasus maximowiczii (Ruprecht) Komarov.

## Nutzung
In Mitteleuropa wird Prunus maximowiczii wegen des leuchtend rotgelben Herbstlaubes als Zierpflanze gepflanzt.